# Pepsina

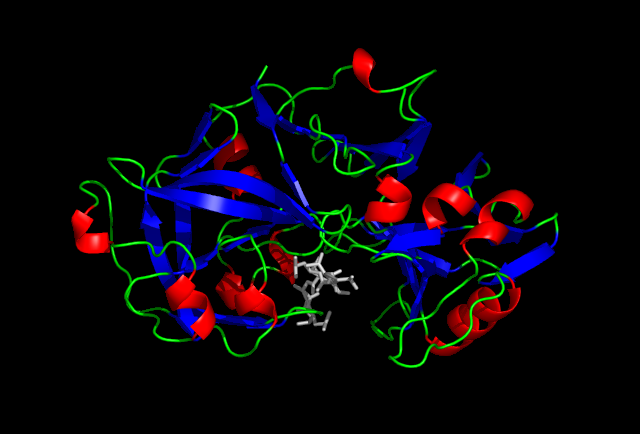
Pepsina

A pepsina é uma enzima digestiva que é produzida pelas paredes do estômago, sendo ativada pelo suco gástrico, e tem como função desdobrar as proteínas em peptídeos mais simples (aminoácidos).
Ela só reage em meio ácido. Por isso, o estômago também produz ácido clorídrico (HCl). Quando em contato com o ácido clorídrico, o pepsinogênio (enzima "inativa" que está presente no suco gástrico) transforma-se na pepsina, que é "ativa".
A pepsina atua sobre proteínas no processo de quimificação, dando origem ao quimo.                                                         

## Etimologia
A pepsina foi uma das primeiras enzimas a ser descoberta. Em 1836, Theodor Schwann cunhou seu nome da palavra grega: πέψις, transl. "pepsis", que significa "digestão" (de πέπτειν: "digerir").

## Precursor
Secretado junto com o suco gástrico, pela mucosa estomacal, o pepsinogênio é transformado em pepsina (enzima na forma ativa) pela ação do meio ácido do estômago, em virtude do HCl (ácido clorídrico) também presente no suco estomacal.

## Descoberta
A pepsina foi estudada pela primeira vez em 1835/ 1836, depois de retirada de uma parede estomacal, pelo naturalista Theodor Schwann. Essa enzima pode ser extraída do estômago de suínos e bovinos e utilizada pela indústria alimentícia na produção de coagulantes de leite e amaciantes de carne. É aplicada ao tratamento de problemas digestivos, relacionados com a deficiência da secreção gástrica, como uma síntese imprópria de suco gástrico. Na indústria farmacêutica, utiliza-se a pepsina na produção de anti-ulcerativos.